# Alema Alema
Alema Alema (Kabul, 1964), sovint coneguda com Doctora Alema, és una doctora en filosofia, analista de conflictes, activista feminista i política afganesa. Va ser ministra per a la Pau del govern d'Afganistan.
Nascuda a Kabul el 1964, va romandre a Alemanya durant el primer govern talibà. Es va doctorar en Filosofia a una universitat alemanya. També va fundar un comitè solidari amb altres dones afganes, que va recollir més de 10.000 signatures. Altrament, va participar en conferències en diverses ciutats alemanyes per parlar sobre les condicions de les dones a l'Afganistan.
D'altra banda, s'ha dedicat durant més de vint anys a l'anàlisi de conflictes. Al seu retorn a l'Afganistan, va ser viceministra de drets humans, societat civil, refugiats i repatriació del Ministeri Estatal per a la Pau. També ha estat defensora dels drets de les dones afganeses, va ser fundadora del Comitè de Participació Política de les Dones, de caràcter independent, va promoure la campanya de conscienciació política «Per a qui és el meu vot» i encetà la Carta de les Dones d'Afganistan.
Ha escrit llibres sobre les relacions internacionals germano-afganeses i l'empoderament de les dones afganeses. També és formadora i moderadora professional en l'àmbit del dret humanitari enfocada especialment en refugiats, migrants i desplaçats forçosos.
La BBC la va incloure a la seva llista 100 Women BBC de 2021.